# Restauração Kemmu
A restauração Kenmu (建武の新政, Kenmu no shinsei) (1333–1336 d.C.) foi o período de três anos da história do Japão entre o Período Kamakura e o Período Muromachi e os eventos políticos que ocorreram no intervalo de 1333 à 1336. A restauração foi um esforço feito pelo Imperador Go-Daigo para trazer a Casa Imperial e a nobreza que a representava de volta ao poder, assim restaurando um governo civil depois de quase um século e meio de domínio militar.
A tentativa de restauração acabou falhando e foi substituída pelo Xogunato Ashikaga (1336-1575). Essa foi a última vez que o Imperador teve algum poder até a Restauração Meiji, em 1867. Os vários erros políticos que o a Casa Imperial cometeu durante esse período de três anos tiveram grande repercussão nas décadas seguintes e acabou levando ao poder o clã Ashikaga.

## Antecedentes
O papel do Imperador foi usurpado pelas famílias Minamoto e Hojo desde que Minamoto no Yoritomo obteve do Imperador o título de Xogum em 1192, comandando a partir de Kamakura. Por várias razões, o xogunato Kamakura decidiu permitir duas linhagens imperiais que disputavam o poder – conhecidas como Nancho, ou linhagem jovem, e a Hokuchō, ou linhagem antiga – a se alternarem no trono. A troca funcionou por algumas sucessões até que um membro da Nancho ascendeu ao trono como Imperador Go-Daigo. Go-Daigo queria derrubar o xogunato e abertamente desafiou o Shogunato Kamakura ao nomear seu próprio filho como herdeiro. Em 1331, o shogunato exilou Go-Daigo mas forças imperiais, incluindo Kusunoki Masashige, rebelaram-se e vieram ao seu auxílio. Eles foram ajudados, dentre outros, pelo futuro xogum Ashikaga Takauji, um samurai que se voltou contra Kamakura quando foi enviado para controlar a rebelião de Go-Daigo. Na mesma época, Nitta Yoshisada, outro líder do leste, atacou a capital do xogunato. O xogunato tentou resistir ao seu avanço: Yoshisada e as forças do shogunato lutaram várias vezes nas Kamakura Kaido (estradas que partiam de Kamakura para todo o império), como em Kotesashigahara (小手差原) e Kumegawa (久米河) (ambas perto de onde hoje se localiza Tokorozawa, província de Saitama) e na Batalha de Bubaigawara, onde hoje se encontra Fuchū, ainda mais perto de Kamakura. Finalmente as tropas imperiais cehgaram a cidade e iniciaram um cerco a ela (Cerco de Kamakura) e logo depois a tomaram. Kamakura continuou sendo, por um século, a capital política da região de Kanto, mas sua supremacia terminara.

## Objetivos da restauração

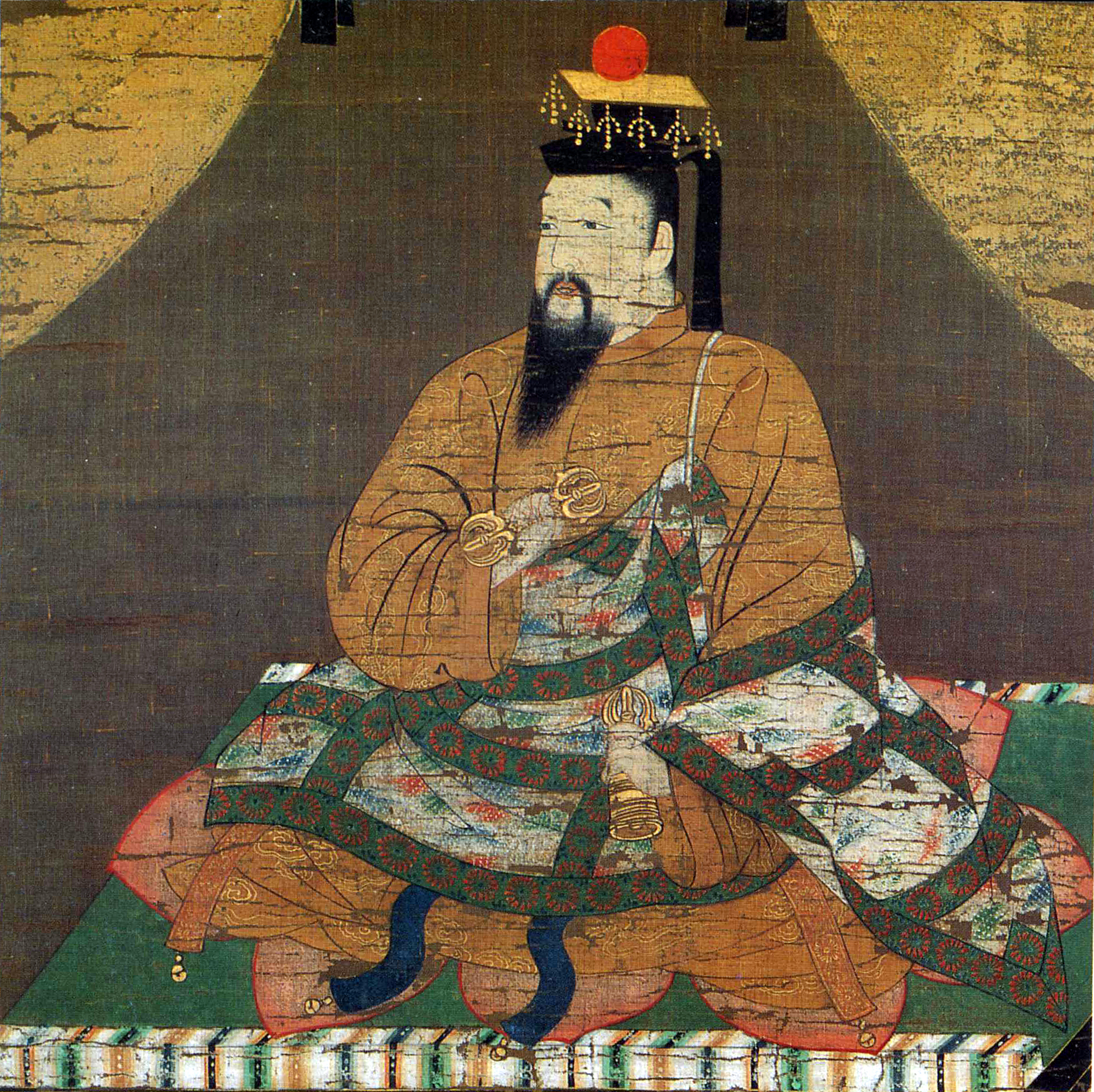
Imperador Go-Daigo

Quando o Imperador Go-Daigo ascendeu ao trono em 1318, ele imediatamente manifestou sua intenção de governar sem interferência dos militares em Kamakura. Documentos históricos mostram que, apesar de algumas evidências em contrário, ele e seus conselheiros acreditavam que um renascimento da Casa Imperial e das fortunas da nobreza era possível, e que o xogunato de Kamakura era o maior e mais óbvio obstáculo.
Outra situação que necessitava de uma solução era o problema da propriedade de terra gerado pelos feudos e suas terras. Os grandes proprietários de terra (shugo, governadores, e os jito, senhores feudais), com sua independência política e imunidade a impostos, estavam empobrecendo o governo e minando sua autoridade. Kitabatake Chikafusa, futuro conselheiro de Go-Daigo, discutiu a situação em suas obras sobre sucessão. Chikafusa admitiu que ninguém estava disposto a abolir esses privilégios, então a esperança de que desse certo, desde o começo, era muito pequena. O jeito que ele pretendia substituir os shugo e os jito estava incerto, mas ele certamente não tinha intenção de compartilhar o poder com a classe samurai. Apesar da seriedade do problema da propriedade da terra, Go-Daigo e seus conselheiros não fizeram grandes esforços para resolvê-lo, em parte devido ao fato de que foram os samurais, dos feudos das províncias do oeste, que derrotaram o Bafuku por ele. Em tal situação, qualquer esforço para regular os feudos estava fadado a causar ressentimentos entre os principais aliados.

## Príncipe Morinaga

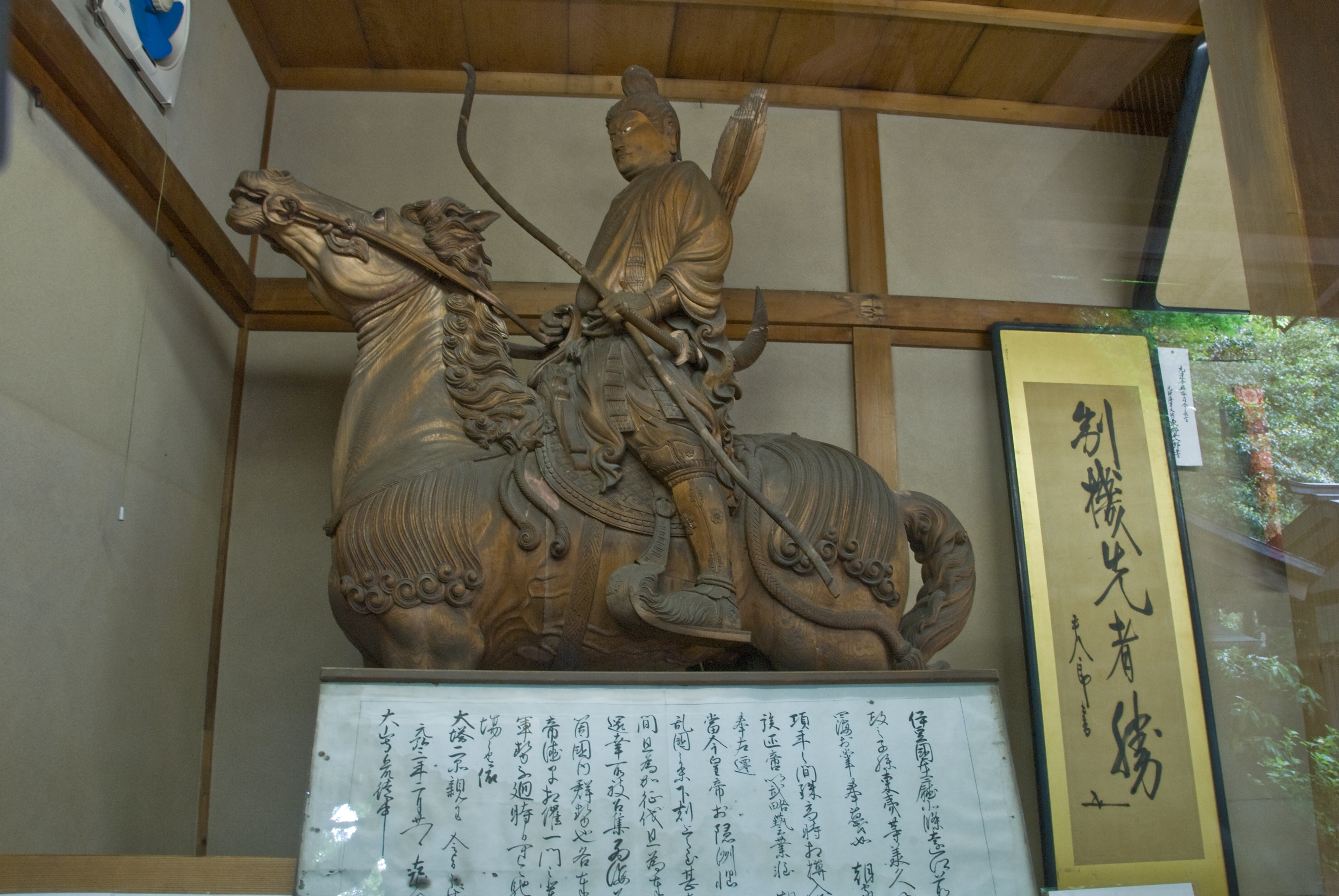
Estátua do Príncipe Morinaga em Kamakura-gu, Kamakura

O Príncipe Morinaga, com seu prestígio e sua devoção à causa do governo civil, era um inimigo natural de Takauji e poderia contar com o apoio de seus adversários, entre eles Nitta Yoshisada, que foi ofendido por Takauji. A tensão entre o Imperador e Ashikaga gradualmente aumentou, até que Takauji aprisionou Morinaga em Kyoto, depois transportando-o para Kamakura, onde o Príncipe foi feito prisioneiro até o final de agosto de 1335. A situação em Kamakura continuou tensa, com os aliados de Hojo armando revoltas esporádicas aqui e ali. Ao longo do mesmo ano, Hojo Tokiyuki, filho do último regente Hojo Takatoki, tentou restabelecer o xogunato à força e derrotou Tadayoshi em Musashi, atual província de Kanagawa. Tadayoshi teve de fugir, então, antes de partir, ele ordenou o degolamento do Príncipe Morinaga. Kamakura foi temporariamente para as mãos de Tokiyuki. Sabendo das notícias, Takauji pediu ao Imperador para fazê-lo seii taishogun, assim ele poderia controlar a revolução e ajudar seu irmão. Quando seu pedido foi negado, Takauji organizou suas forças e retornou para Kamakura sem a permissão do Imperador, derrotando Hojo. Ele, então, instalou-se nas vizinhas de Kamakura, em Nikaido. Quando convidado para retornar a Kyoto, ele deixou saber através de seu irmão Tadayoshi que ele se sentia seguro onde estava e começou a construir um palácio para ele próprio em Okura, lugar que abrigou a residência do primeiro xogum de Kamakura, Minamoto no Yoritomo.

## Peculiaridades do calendário da época
A era do Kenmu foi anômala, no sentido de que possuía duas durações diferentes. Como os nomes dos períodos japoneses (nengo) mudam de acordo com o Imperador no poder e a Casa Imperial se dividiu em duas depois de 1336, o período Kenmu era contado de dois jeitos diferentes. "Kenmu" é a era depois do período Genko, e entende-se que se prolongou do ano 1334 ao 1336, antes do começo da era Engen, de acordo com a contagem da Corte do Sul; mas ao mesmo tempo, fala-se que durou do ano 1334 ao 1338, antes do Ryakuo, considerando-se a contagem da rival Corte do Norte. Como a Corte do Sul, a perdedora, não deixa de ser considerada a legítima, a sua contagem de tempo é a utilizada pelos historiadores.